# Cacosternum nanum
The Bronze Caco hoặc Cacosternum nanum (tên tiếng Anh: Bronze Dainty Frog) là một loài ếch trong họ Petropedetidae.
Nó được tìm thấy ở Nam Phi, Swaziland, có thể cả Lesotho, và có thể cả Mozambique.
Các môi trường sống tự nhiên của chúng là xavan ẩm, vùng đất ẩm có cây bụi nhiệt đới hoặc cận nhiệt đới, thảm cây bụi kiểu Địa Trung Hải, đồng cỏ nhiệt đới hoặc cận nhiệt đới vùng ngập nước hoặc lụt theo mùa, sông có nước theo mùa, đất ngập nước với cây bụi là chủ yếu, đầm nước ngọt, đầm nước ngọt có nước theo mùa, đất canh tác, vùng đồng cỏ, các đồn điền, vườn nông thôn, các vùng đô thị, các khu rừng trước đây bị suy thoái nặng nề, ao, kênh đào và mương rãnh, và thảm thực vật di thực.